# Seehausen am Staffelsee
Seehausen am Staffelsee é um município da Alemanha, localizado no distrito de Garmisch-Partenkirchen, no estado de Baviera.